# Sultanatet Malacka
Sultanatet Malacka (Malajiska: Kesultanan Melayu Melaka; Jawi: كسلطانن ملايو ملاك) var ett historiskt sultanat som låg i dagens Malacka i Malaysia. Sultanatet tros ha grundats av Iskandar Shah av Kungariket Singapura år 1400, då han valde att bli sultan. Sultanatet stod på höjden av sin makt under mitten av 1400-talet, då dess huvudstad växte till att vara en av de mest viktiga handelsorterna i området med ett territorium som då täckte så mycket som Malackahalvön, Riauöarna och en stor del av östkusten på Sumatra.
Som en livlig internationell handelsort etablerades Malacka som ett centrum för islamistisk lärande och spridning och uppmuntrade utvecklingen av malajiska och malajisk litteratur och konst. Sultanatet utvecklade en Guldålder och dess huvudspråk Maljiska utvecklades till lingua franca i hela Sydostasien och Jawi blev det främsta skriftsystemet inom intellektuell, andlig och kulturell utveckling. En omfattande Malajisering påbörjades och skapade Alam Melayu (den malajiska världen).
År 1511 erövrades huvudstaden av portugiserna, vilket tvingade den sista sultanen, Sultan Mahmus Shah, att dra sig tillbaka till utkanterna av sitt imperium på ön Bintan, där hans tronföljare byggde upp ett nytt rike under namnet Sultanatet av Johor. Sultanatet lyckades aldrig nå upp till sitt forna jag, men efter århundraden av styre har sultanet Johor lämnat ett politiskt och kulturellt arv som kan ses än idag. I århundraden har sultanatet Malacka målats upp som ett lysande exempel på malajers kultur. Dess etablerade system för handel, diplomati och politik kvarstod långt in på 1900-talet.